# Kundalagurki, Sidlaghatta
Kundalagurki là một làng thuộc tehsil Sidlaghatta, huyện Chikkaballapur, bang Karnataka, Ấn Độ.